# (3717) Thorenia
(3717) Thorenia (1964 CG) est un astéroïde de la ceinture principale, découvert le 15 février 1964 à l'observatoire Goethe Link près de Brooklyn, dans l'Indiana. Il a une magnitude absolue de 11,8.